# Haplosphaera
Haplosphaera là chi thực vật có hoa trong họ Apiaceae.